# Domenico Gallo
Domenico Gallo (10. srpna 1723, Benátky – kolem roku 1768?, někdy se uvádí roky 1775 nebo 1781) byl italský hudební skladatel a houslista období baroka.

## Život a tvorba
O Gallově životě je známo velmi málo. Belgický skaldatel a hudební vědec François-Joseph Fétis ve svém biografickém slovníku Biographie universelle des musiciens et bibliographie générale de la musique o něm napsal:
| „ | „GALLO (Dominique), významný skladatel a houslista, narozený v Benátkách kolem roku 1730, napsal množství chrámové hudby a byl znám pro své houslové sonáty a úspěšné symfonie. Všechna jeho díla jsou pouze rukopisy. Ve starých sbírkách Breitkopfa v Lipsku se nacházejí jeho tři symphonie pro dvoje housle, violu a bas (viz dodatek tematického katalogu Breitkopf z roku 1767). | “ |
| — François-Joseph Fétis, Biographie universelle des musiciens et bibliographie générale de la musique. Sv. 4, Brusel 1837, s. 252. | |   |

Není však známo, odkud Fétis tyto informace čerpal.
Domenico Gallo se věnoval především tvorbě duchovní hudby, k jeho dílům tohoto typu patří Stabat Mater. Skládal však také houslové sonáty, symfonie a snad i houslové koncerty.
Některé Gallovy triové sonáty a další skladby se dlouho připisovaly Pergolesimu, a to včetně těch, jimiž se později inspiroval Stravinský v baletu Pulcinella.

## Dílo
Navzdory Fétisově tvrzení se objevily některé Gallovy skladby v tištěné podobě:
- 6 sonát pro 2 housle a basso continuo (Benátky, rok neznámý)
- 6 sonát pro 2 flétny a basso continuo (Londýn, 1755?)
- 6 sonát pro housle a basso continuo: Sei sonate a due / Violino, e Violloncello [sic], o Cembalo / composte dal Signor Domenico Gallo (Benátky, rok neznámý)
- jedna dochovaná ouvertura v Sei ouverture a piu stromenti (Paříž, 1758)
- 12 triových sonát pro 2 housle a basso continuo (Londýn, 1780), pod jménem G. B. Pergolesiho: Twelve Sonatas for two Violins and a Bass or an Orchestra compos'd by Gio. Batt.a Pergolese. Author of the Stabat mater (údaj „or an Orchestra“ znamená, že všechny hlasy mohou být obsazeny i sborově). Tři vydání do roku 1795.

Jako rukopisy se dochovaly další triové sonáty a církevní skladby. U některých skladeb je sporné, zda jsou dílem Domenica Galla z Benátek či z Parmy.